# Haiti na Mistrzostwach Świata w Lekkoatletyce 2019
Haiti na Mistrzostwach Świata w Lekkoatletyce 2019 – reprezentacja Haiti podczas mistrzostw świata w Doha liczyła jednego zawodnika i jedną zawodniczkę, specjalizujących się w biegach przez płotki.

## Skład reprezentacji

### Mężczyźni
| Zawodnik       | Konkurencja                | Eliminacje | Eliminacje | Półfinał | Półfinał | Finał | Finał   |
| Zawodnik       | Konkurencja                | Wynik      | Pozycja    | Wynik    | Pozycja  | Wynik | Pozycja |
| -------------- | -------------------------- | ---------- | ---------- | -------- | -------- | ----- | ------- |
| Jeffrey Julmis | Bieg na 110 m przez płotki | DSQ        | DSQ        | DNQ      | DNQ      | DNQ   | DNQ     |

### Kobiety
| Zawodniczka       | Konkurencja                | Eliminacje | Eliminacje | Półfinał | Półfinał | Finał | Finał   |
| Zawodniczka       | Konkurencja                | Wynik      | Pozycja    | Wynik    | Pozycja  | Wynik | Pozycja |
| ----------------- | -------------------------- | ---------- | ---------- | -------- | -------- | ----- | ------- |
| Vanessa Clerveaux | Bieg na 100 m przez płotki | 13,15 s    | 27.        | DNQ      | DNQ      | DNQ   | DNQ     |